# Pentafluorure d'arsenic
Le pentafluorure d'arsenic est un composé chimique de l'arsenic et du fluor dans lequel le degré d'oxydation de l'atome d'arsenic est +5.

## Synthèse
Le pentafluorure d'arsenic peut être préparé par combinaison directe de l'arsenic et du fluor :
2As + 5F2 → 2AsF5
Il peut également être préparé par la réaction de trifluorure d'arsenic et du fluor :
AsF3 +  F2 → AsF5

## Propriété
Le pentafluorure d'arsenic est un gaz incolore et a une structure moléculaire de bipyramide trigonale. Dans l'état solide, les liaisons As-F axiales ont une longueur de 171,9 pm et celles équatoriales de 166,8 pm. C'est aussi, du fait de l'arsenic (V), un acide de Lewis fort et également un agent oxydant et un agent de fluoration.

## Réaction
Le pentafluorure d'arsenic forme facilement des complexes avec les halogénures car il est un puissant accepteur comme représenté par sa réaction avec le tétrafluorure de soufre:
AsF5 + SF4 → SF3+AsF6−

## Sécurité
Le pentafluorure d'arsenic est un composé toxique extrêmement dangereux, qui empoisonne principalement les cellules hépatiques. Il a une odeur apparente qui est semblable à celle du chlorure de vinyle[réf. souhaitée].